# Komturova smrt
Komturova smrt (japonsky 騎士団長殺し, Kišidančo goroši) je román japonského spisovatele Haruki Murakami. Česky kniha vyšla roku 2018 v překladu Tomáše Jurkoviče v nakladatelství Odeon jako součást edice Světová knihovna.

## Děj
36letému profesionálnímu malíři podobizen se po šesti letech hroutí manželství, odchází z bytu na šubujském Hiroo a začíná cestovat po Tóhoku. Jeho žena Juzu je architekta udržující intimní vztah s jiným mužem. Mimikou a očima mu připomínala o tři roky mladší sestru Mičiko, která zemřela ve 12 letech na vrozenou chlopenní vadu. Spolužák z tokijské malířské akademie Masahiko Amada mu pronajímá izolovaný dům na kopci, ležící na předměstí Odawary, z něhož lze zahlédnout oceán. Byl to domov spolužákova otce, více než 90letého Tomohika Amady, vrcholného představitele japonské klasické malby, jenž byl přemístěn do sanatoria v Izu Kógen kvůli pokročilé kognitivní poruše. Hlavní hrdina příběhu dává v novém působišti kurzy malování, během nichž naváže sexuální vztah s dvěma vdanými ženami. Po několika měsících objevuje v podkroví domu ukrytý a veřejnosti neznámý obraz Komturova smrt, zásadní Amadovo dílo.
Komturova smrt zachycuje výjev čtyř mužů a ženy. Název a kompozici učitel malování spojil s úvodním dějstvím Mozartovy opery Don Giovanni, v níž je komtur smrtelně proklat mečem v ruce mladého svůdce dona Giovanniho, usilujícího o komturovu dceru donu Annu. Živě působící scéna zachytila tento násilný akt. Krev tryská ze starcovy hrudi, za přítomnosti krásné ženy (dony Anny) a pobočníka dona Giovanniho (Leporella). Malba navíc obsahuje nikým nepozorovanou postavu, která celý děj sleduje. Její protáhlá „dlouhá tvář“ vyhlíží z díry za zády všech. Násilnou scénu autor zasadil do období Asuka v 7. století n. l. Učitel malování, jemuž obraz otočil život naruby, se seznamuje s životem Tomohika Amady, pocházejícího ze zámožné rodiny velkostatkářů. V letech 1936–1939 studoval malířství ve Vídni, z níž narychlo odjel. Po návratu opustil dymanický evropský modernismus a stal se hlavním představitelem klasické japonské malby, tradičního stylu Nihonga. Miloval výjevy z epochy prince Šótokua z období Asuka, rovněž tak opery, jejichž sbírku desek měl v domě. Komturova smrt vybočovala z výlučně statických maleb svou dymanikou. Učitel postupně odhalil pozadí vzniku, když obraz sehrál léčivý efekt v autorově hrůzném vídeňském zážitku, s nímž se neuměl vyrovnat a slovy verbalizovat. Po anšlusu se Amada s přítelkyní měli stát členy skupiny hnutí odporu Candela, plánující atentát na nacistického pohlavára. Udavač mezi nimi však přípravy zhatil a všechny mimo něj nacisté zavraždili. Jako občan spojeneckého Japonska, pocházející z vlivné rodiny, byl repatriován na lodi z Brém. Jeho duševní trauma umocnila ztráta mladšího bratra, nadějného klavíristy, který se nevyrovnal s hrůzami války a po návratu z Číny si podřezal žíly. Obraz je alegorií a metaforou, zřejmě znázorňující atentát i s udavačem v podobě vykukující „dlouhé tváře“.
Učitele malby po půlnoci opakovaně budí cinkání rolničky, kdy utichají i zvuky přírody. V hájku na zahradě objevuje svatyni a za ní kamennou mohylu, zpod níž zvuk vychází. Soused bydlící přes údolí v luxusní vile, 54letý Wataru Menšiki, mu uhradí horentní sumu za výstižné namalování jeho portrétu. Zajistí stavaře, kteří pod mohylou odkryjí 2,8 m hlubokou a zamřížovanou jámu o průměru dvou metrů. Na jejím dně leží starobyla rolnička. Malíři půjčuje povídku „Pouto přes dva životy“ ze sbírky Vyprávění za jarního mžení od Uedy Akinariho. Mnich vzývající buddhu Amidu, se v ní nechal pohřbít zaživa, aby dosáhl džány, „vstoupil do pohroužení“ mysli, a neustával tlouci paličkou do gongu. To uslyšel rolník. Po vykopání hrobu bylo mumifikované tělo mnicha vystaveno a uctíváno v chrámu. Učitel malování slyší v domě hlas a objevuje zhmnotnělou ideu vtělenou do šest decimetrů vysokého komtura. Idea, která vylezla z jámy, umí na omezenou část dne převzít jakoukoli podobu, číst myšlenky a zapřádá s malířem hovor. 
Cílevědomý a inteligentní Menšiki, pocházející ze Šikoku, nabyl velký majetek z internetového byznysu a burz. Malíři se svěřuje, že odawarskou vilu  nevybíravě odkoupil od majitelů, aby mohl triedrem sledovat dům přes údolí, v němž žije 13letá Marie Akikawa. Kdysi měl vztah s její matkou. V den, kdy mu přítelkyně oznámila rozchod, jej v kanceláři přepadla a měla s ním styk. Devět měsíců nato se narodila Marie, která je pravděpodobně jeho dcerou. Bývalá partnerka Menšikiho se vdala za o patnáct let staršího Jošinoba Akikawu, nejstaršího syna velkostatkáře, který se oženil až ve 45 letech. Brzy však zemřela na anafylaktický šok po útoku sršňů. Malíře žádá, aby namaloval podobiznu Marie, kterou jako učitel zná ze školních hodin kreslení. To mu poskytne příležitost se s ní, jakoby náhodou, střetnout v jeho domě. Málomluvná a krásná Marie se zájmem o výtvarné umění dojíždí s tetou Šóko Akakikawou, která o ni pečuje, vždy v neděli do malířova domu na portrétování. Menšiki zve obě na prohlídku vlastního domu a s tetou naváže milostný poměr. Senzibilní Marie cití, že ji tento muž – neznámo proč – sleduje z terasy dalekohledem a svěřuje se učiteli, vůči němuž se otevře a rozvine kamarádský vztah. V pátek se však nevrátí ze školy. V sobotu učitel jede s Masahikem do sanatoria, aby se střetl s Tomohikem Amadou, jehož mysl je již zastřená a nevnímá realitu. Masahiko musí řešit telefonát a oba malíři na pokoji osiří. Zjevuje se komtur, který učiteli přikáže, aby ho zabil mečíkem u pasu, stejně jako je tomu na obraze. Jedině tak bude mít Marie šanci k návratu domů. Přes počáteční zdráhání učitel proklane komtura nalezeným nožem na ryby, ztraceným z jeho kuchyně. Celou scénu sleduje z postele Tomohiko. S vypětím všech sil na chvíli vnímá okolí i zhmotnělou ideu. Zklidněný tím co viděl, ustupuje vnitřní bolest a upadá do milosrdného spánku. Komturova smrt přilákala „dlouhou tvář,“ která vyukuje zpod podlahy. Metaforický tunel do paralelní reality se tím otevřel. Učitel do něj vchází pátrat po Marii a podstoupit zkoušku. Převozníkovi za překonání řeky mezi bytím a nebytím platí Mariiným talismanem tučňáka, jenž nalezl Menšiki na dně jámy. Myšlenky mu vytváří podzemní realitu včetně nebezpečných dvojmetafor, bestií číhajících v temnu vlastní duše, kterého se ho snaží uchvátit. U vchodu do jeskyně ho vítá dona Anna s lucernou – svícnem, což byl i název podzemní Amadovy organizace ve Vídni (candela). Kruh se postupně uzavírá. Učitel trpící klaustrofobií bojuje při průchodu temnou plazivkou s vnitřními strachy, za povzbuzování donny Anny i hlasu sestry Mičiko. Sedřenému se mu daří prolézt skalní průrvou a dopadnout na dno. Ocitá se v zakryté jámě svého domu na kopci. Jedinou šancí na přežití zůstává zvonit rolničku ležící vedle něho. Nalezen je v úterý Menšikim, který se u něj náhodou stavil. 
Marie učiteli odkrývá pozadí zmizení. Neuváženě v pátek vnikla do střeženého Menšikiho domu. Za pomoci komtura zůstala v pokojíku pro personál neodhalena až do úterý, kdy se jí podařilo opět nepozorovaně uniknout. Protože nemohla zmizení zdůvodnit, vymyslela si ztrátu paměti a bloudění po lesích. 
Přestože učitel podepsal na žádost manželky rozvodové papíry, žena tak nakonec neučinila. Juzu je v pokročilém stádiu těhotenství, ale za nového partnera se neprovdala. Hlavní protagonista dopočítává datum početí a zjišťuje, že k tomu mělo dojít během jeho toulek po Tóhoku. Tu noc na hotelu měl divoký sen, v němž vstoupil do spící manželky a prudce do ní ejakuloval, což se projevilo polucí. Ví, že v reálném světě není oplodnění nadálku možné. V mysli však přijímá narozenou Muro za svou dceru. Manželé obnovují vztah, s cílem vychovat právě narozené děvčátko. Učitel strávil v odawarském domě na kopci téměř osm měsíců. Dva měsíce po ničivém tóhockém zemětřesení v roce 2011 shořel dřevěný dům do základu i s Komturovou smrtí a jeho nikdy nedokončenou podobiznou Muže z bílého Subaru Forester. Předlohou obrazu se stal tajemný chlapík, na kterého narazil během toulek v restauraci, v níž ho svedla neznámá žena, možná i partnerka neznámého. Po nočním hotelovém sexu, na něj ráno opět narazil a cítil, že mu neznámý signalizaje že ví co dělal… Stejné subaru se později opět vynořilo v motorestu, během cesty do sanatoria za Amadou. Marie, která nedodělaný obraz studovala, na něm rozpoznala tvář muže vyzařujícího negativní energii a zlobu. 